# صاریغ قلمی تیره
صاریغ قلمی تیره (نام علمی: Marmosops fuscatus) نام یک گونه از سرده صاریغ‌های قلمی است.